# David Cholmondeley, 7. Marquess of Cholmondeley

David Cholmondeley, 7. Marquess of Cholmondeley, 1992

David George Philip Cholmondeley, 7. Marquess of Cholmondeley [ˈtʃʌmlɪ], KCVO, DL (* 27. Juni 1960 in Norfolk) ist ein britischer Parlamentarier und Filmemacher. Bis zum Tode von Elizabeth II am 8. September 2022 war der 7. Marquess of Cholmondeley als Lord Great Chamberlain einer der Great Officers of State.
Von seiner Geburt bis 1968 trug er den Höflichkeitstitel Viscount Malpas und 1968 bis 1990 denjenigen eines Earl of Rocksavage.

## Leben und Karriere

### Herkunft und Familie

Wappen der Familie Cholmondeley

David Cholmondeley wurde als Sohn von Hugh Cholmondeley, 6. Marquess of Cholmondeley und seiner Ehefrau Lavinia Leslie († 2015) auf Houghton Hall geboren. Er ist das jüngste von vier Geschwistern. Er hat drei ältere Schwestern: Lady Rose Cholmondeley, Lady Margot Huston (verheiratet mit Tony Huston) und Lady Caroline d’Erlanger (verheiratet mit Rodolphe Baron d’Erlanger, † 2000).
Die Familiensitze sind Houghton Hall in Norfolk und Cholmondeley Castle in der Nähe von Malpas, Cheshire. Der Sunday Times Rich List zufolge verfügt Cholmondeley über ein geschätztes Vermögen von 60 Millionen Pfund, die vor allem auf seinen ererbten Landbesitz zurückzuführen sind. Houghton Hall, der Stammsitz des Marquess of Cholmondeley seit der Schaffung des Titels im Jahre 1815, hat mittlerweile einige Räume für die Öffentlichkeit geöffnet.

### Ausbildung und Berufslaufbahn
Cholmondeley besuchte, wie viele Mitglieder seiner Familie, das Eton College und studierte danach an der Sorbonne. Im Alter von 14 Jahren wurde er Ehrenpage von Königin Elisabeth II., ein zeremonielles Amt, das Söhne des britischen Hochadels und der Gentry übernehmen, und übte dies von 1974 bis 1976 aus.
1991 wurde er Direktor von Walpole Films Limited, welche mittlerweile aufgelöst wurde. Im folgenden Jahr wurde er Direktor bei der ebenfalls mittlerweile nicht mehr bestehenden Filmproduktionsgesellschaft Golden Eye Films Limited. Von November 1993 bis April 1994 war er Direktor der Wild Card Productions Limited. Im August 1996 übernahm er Rocksavage  Productions Limited. Seit 1994 ist er Direktor von Hostmanor Limited, seit 2002 vom Thames Light Project (aufgelöst) und seit 2010 Direktor bei der Rothschild Foundation.
Cholmondeley war in der Filmbranche als Regisseur tätig. Unter dem Namen David Rocksavage erschien er 1987 in einer kleinen Rolle als englischer Tourist in Eric Rohmers Film Quatre aventures de Reinette et Mirabelle. Sein Künstlername ist von seinem damaligen Höflichkeitstitel Earl of Rocksavage abgeleitet. 1995 führte er Regie bei der Filmadaption von Truman Capotes Roman Other Voices, Other Rooms. 2007 führte er bei The Wreck (Arbeitstitel) mit Jean Simmons und James Wilby Regie. Der Film wurde in Norfolk gedreht. 2008 wurde er unter dem Namen Shadows in the Sun veröffentlicht. Er wurde beim Worldfest Houston Film Festival in zwei Kategorien ausgezeichnet. Bei den Arbeiten an dem Film wurde er finanziell von Lily, Duchess of Marlborough, unterstützt.
Außerdem drehte er mehrere Dokumentarfilme.

## Lord Great Chamberlain und Mitgliedschaft im House of Lords

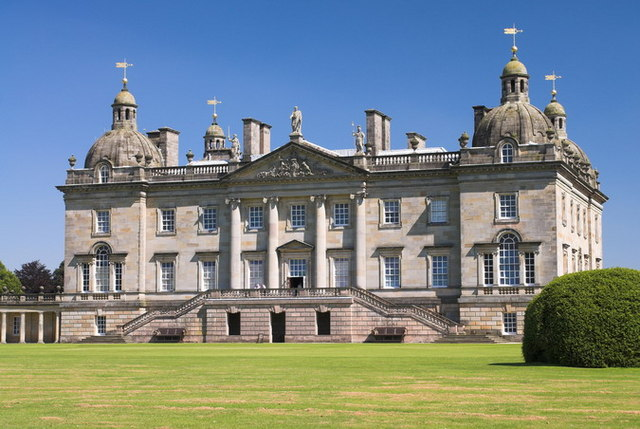
Houghton Hall (Norfolk)

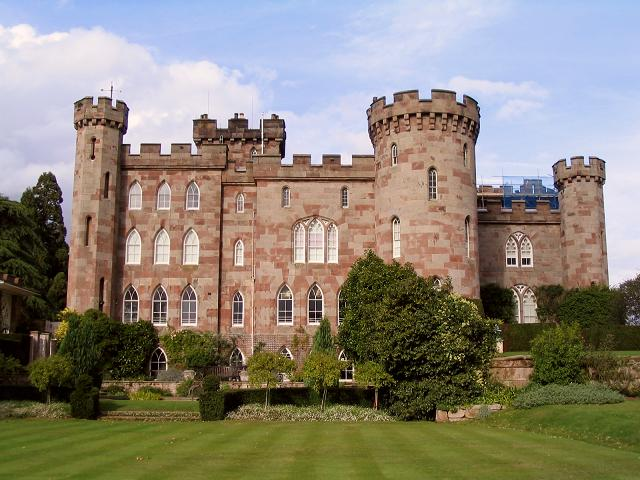
Cholmondeley Castle (Cheshire)

Im März 1990 erbte Cholmondeley beim Tod seines Vaters dessen Titel und Vermögen. Weiter übernahm er von ihm das Amt des Lord Great Chamberlain. Formell gesehen hielt er nur einen Anteil von 50 % an dem Amt, die zweite Hälfte teilte sich auf eine Vielzahl von Personen auf.  Das Amt kann jedoch nur von einer Person wahrgenommen werden. Die Ausübungsbefugnis wechselt deshalb proportional zwischen den jeweils Berechtigten, wobei der Wechsel jeweils beim Ableben des Monarchen erfolgt. Als Königin Elisabeth II. im September 2022 starb, verlor der Marquess daher das Amt. Seit 2023 ist er permanenter Lord-in-Waiting.
In der jeweiligen protokollarischen Rangordnung der verschiedenen Landesteile des Vereinigten Königreiches hatte der Marquess als Lord Great Chamberlain einen herausgehobenen Rang. Er saß als Crossbencher im House of Lords. Am 4. Juni 1990 nahm er erstmals seinen Sitz im Oberhaus ein. Nach dem House of Lords Act 1999 ist der amtierende Lord Great Chamberlain neben dem Earl Marshal kraft Amtes Mitglied des House of Lords, damit er dort seine protokollarischen Aufgaben, beispielsweise bei der Parlamentseröffnung, wahrnehmen kann.
Von 1990 bis 1991 gehörte er dem Works of Art Committee sowie im selben Zeitraum dem House of Lords Offices Committee an. 1992 wurde er zum Deputy Lieutenant von Norfolk ernannt.
Seit dem 25. Mai 2010 war er aufgrund eines durch das Oberhaus gewährten Leave of Absence für die Dauer der Legislaturperiode beurlaubt.

## Orden und Ehrenzeichen
Im Rahmen der Birthday Honours wurde Cholmondeley in Anerkennung für seinen 17-jährigen Dienst als Lord Great Chamberlain im Juni 2007 zum Knight Commander des Royal Victorian Order (KCVO) geschlagen.
Im Juli 2010 wurden er und seine Frau mit dem Verdienstkreuz des Verteidigungsministeriums der Tschechischen Republik (Stufe III.) geehrt, in Anerkennung für die Unterstützung der Tschechischen Armee durch die Familie Cholmondeley während des Zweiten Weltkriegs.

## Ehe und Nachkommen
Cholmondeley heiratete am 24. Juni 2009 Sarah Rose Hanbury, ein früheres Model und Wissenschaftlerin. Sie ist die Tochter von Tim Hanbury, einem Webdesigner, und dessen Frau Emma Longman, einer Modedesignerin. Sie war zuvor mit Frederick, Viscount Lambton, dem ältesten Sohn von Edward Lambton, 7. Earl of Durham, verlobt, der seit Januar 2011 mit der Schwester der Marchioness, Marina Hanbury, verheiratet ist.
Mit seiner Gattin hat er zwei Zwillingssöhne und eine Tochter:
- Alexander Hugh George Cholmondeley, Earl of Rocksavage (* 2009);
- Lord Oliver Timothy George Cholmondeley (* 2009);
- Lady Iris Marina Aline Cholmondeley (* 2016).